# Arubaans olympisch voetbalelftal (mannen)
Het Arubaans olympisch voetbalelftal is de voetbalploeg die Aruba vertegenwoordigt op de kwalificatietoernooien voor de Olympische Spelen en de Pan-Amerikaanse Spelen.

## 1952-1984: Nederlands-Antilliaans olympisch voetbalelftal
Tot in 1986 de status aparte werd verkregen maakte Aruba deel uit van de Nederlandse Antillen. Bij de Olympische Spelen in 1952 maakten dan ook enkele Arubanen deel uit van het Nederlands-Antilliaans elftal dat met 1-2 van Turkije verloor, zoals Juan Briezen die het enige doelpunt maakte.

## Sinds 1992: Arubaans elftal onder 23
Sinds de kwalificatie voor de Olympische Spelen 1992 geldt voor mannen dat ze maximaal 23 jaar mogen zijn (met 1 januari van het olympisch jaar als peildatum). Nog geen enkele keer wist het Arubaans elftal onder 23 de eindronde van de CONCACAF-kwalificatie te halen.

## Andere toernooien
Het Arubaans olympisch elftal vertegenwoordigt Aruba ook op de kwalificatietoernooien voor de Pan-Amerikaanse Spelen en Centraal-Amerikaanse en Caraïbische Spelen, tot op heden zonder succes.